# Sabine Kleist, 7 ans
Pour plus de détails, voir Fiche technique et Distribution.
Sabine Kleist, 7 ans (Sabine Kleist, 7 Jahre...) est un film est-allemand réalisé par Helmut Dziuba (de) et sorti en 1982.

## Synopsis
La petite Sabine Kleist perd ses parents dans un accident de voiture. Elle est amenée à un foyer pour enfants, où l'éducatrice Edith est la personne la plus importante. Quand Edith doit s'absenter à cause de sa grossesse, Sabine réagit de façon rétive et frappe le ventre d'Edith. Peu après son départ, la fillette fugue.
Sabine erre à travers Berlin. Elle monte sur les chevaux d'un cirque et passe une première nuit au cirque Aeros, entre dans une entreprise de pompes funèbres puis visite une maternité en espérant y retrouver Edith. Elle se rend chez Edith, mais Edith n'y est pas. Un jeune de la FDJ lui donne 50 pfennigs avec lesquels elle achète des biscuits. Un peu plus tard, elle rencontre Stanislav, un jeune Polonais, qui pleure parce qu'il a perdu sa mère dans une bousculade. Elle le console et s'amuse avec son camarade à manger des biscuits, sauter dans des flaques et visiter une église de Berlin. Ensuite elle le ramène à un poste de police où elle est aussi reconnue. Avant qu'on puisse la saisir, Sabine parvient à s'enfuir. Commence alors une recherche avec de grands moyens.
Elle passe l'après-midi dans une zone de construction où elle rencontre Karl Schindler, un ivrogne. Il se moque de sa jeunesse à cause de sa démarche titubante, Sabine veut l'aider. Il arrive à une fête du travail, où il se décide à sortir de sa situation. Il lui est reconnaissant en l'aidant à cherche le numéro de sa maison. Comme il reconnaît qu'elle est en détresse, il lui permet de passer la nuit dans son appartement. Le lendemain matin, ils prennent ensemble le petit-déjeuner, elle lui avoue être en fugue. Elle lui propose de rester avec lui, mais lui veut la raccompagner et lui rendre visite. Cela ne lui suffit pas. Lorsque Karl téléphone au foyer et parle à la direction, il veut raconter de bonnes nouvelles à la jeune fille, elle est de nouveau heureuse.
Pendant ce temps, elle est recherchée dans toute la ville. Même Edith se fait des reproches et se met à sa recherche avec l'aide de son mari. Sabine participe alors à une animation durant une croisière réservée à des mères célibataires et passe l'après-midi à jouer au ballon avec une famille sur la plage. Cependant il lui faut reconnaître qu'elle n'en fait pas partie, ils font alors tout pour que Sabine rejoigne sa propre famille. Sabine passe la nuit suivante dans une maison vide. Elle est démolie le lendemain devant ses yeux. Elle va alors vers une voiture de police et se retourne volontairement au foyer. La nouvelle éducatrice la reçoit, Edith est là aussi. Elle prétend vouloir lui rendre visite. Sabine s'aggripe au ventre d'Edith puis revient peu après sauter dans les bras de la nouvelle éducatrice.

## Fiche technique
- Titre : Sabine Kleist, 7 ans
- Titre original : Sabine Kleist, 7 Jahre…
- Réalisation : Helmut Dziuba (de) assisté de Peter Schmitz
- Scénario : Helmut Dziuba
- Musique : Christian Steyer
- Direction artistique : Heinz Röske
- Costumes : Evelyn Beuke, Marianne Schmidt
- Photographie : Helmut Bergmann (de)
- Son : Edgar Nitzsche
- Montage : Barbara Simon
- Production : Günter Schwaack
- Sociétés de production : DEFA
- Société de distribution : Progress Film (de)
- Pays d'origine :  Allemagne de l'Est
- Langue : allemand
- Format : Couleurs - 1,85:1 - 35 mm
- Genre : Film pour enfants
- Durée : 73 minutes
- Dates de sortie :
  -  Allemagne de l'Est : 2 septembre 1982.
  -  Allemagne de l'Ouest : 5 février 1983 (Berlin).
  -  France : 4 février 1987.

## Distribution
- Petra Lämmel (de) : Sabine Kleist
- Simone von Zglinicki (de) : Edith
- Martin Trettau (de) : Karl Schindler
- Petra Barthel (de) : La jeune femme enceinte
- Johanna Clas (de) : Le directeur de grand magasin
- Carl Heinz Choynski (de) : Le chef de la bande
- Peter Cwielag (de) : Un homme
- Gert Gütschow (de) : L'homme au tuba basse
- Heide Kipp (de) : Mme Marloch
- Uwe Kockisch : Le mari d'Edith
- Christa Löser (de) : Tante
- Klaus Piontek (de) : Le directeur du foyer
- Gudrun Ritter (de) : La femme sur le banc
- Lars Hillersheim : Stani

## Autour du film
Le réalisateur Helmut Dziuba avait avant ce film réalisé d'autres films pour enfant. Entre Rotschlipse (1978), Als Unku Edes Freundin war (de) (1985) et Jan auf der Zille (de), qui constituent pour lui une "trilogie prolétarienne", il met en scène Sabine Kleist, 7 ans dans un style proche du documentaire.
La première du film a eu lieu le 2 septembre 1982 au Kino International de Berlin. En Allemagne de l'Ouest, le film est présenté en février 1983 au festival du film pour enfants au sein de la Berlinale.
À la télévision de la RDA, la première diffusion a lieu le 24 décembre 1983 sur DDF-1. En raison de sa diffusion à 20 heures, les photos en noir et blanc présentant l'accident des parents de Sabine et l'entrée dans le foyer sont coupées pour "ne pas créer de choc psychologique".

## Accueil

### Critiques
Gaston Hastrate, dans Cinéma 84 a fait une critique positive du film : « On sait à quel point il est difficile de concevoir et mettre en scène des films pour enfants qui ne tombent pas dans la niaiserie ou le simplisme. Sabine Kleist, 7 ans est un petit chef-d'œuvre de finesse et réussit, sur ce plan, une gageure : faire tourner une gamine sans jamais sombrer dans l'ennui ; rendre crédible toutes les situations sans jamais que le tempo faiblisse ; voilà quelques-unes des qualités d'un film qui mériterait une carrière commerciale en France. ».

### Distinction
Au 3e festival national de RDA des films pour enfants pour le cinéma et la télévision, le film est honoré en 1983 par le Goldener Spatz dans la catégorie long métrage. À la Berlinale de 1983, le film reçoit le prix de la CIFEJ (Centre International du Film pour l'Enfance et la Jeunesse).
L'actrice Petra Lämmel est récompensée durant le Festival international du film de Moscou de 1983 par le prix du jury pour les films pour enfants.